# Fafi
Fafi, née Fabienne Saincry le 29 août 1975 à Toulouse, est une graffiti-artist française.

## Biographie

### Jeunesse
Elle débute en tant que graffiti-artist en 1994, à Toulouse, sa ville natale. Elle peint alors des personnages féminins. Dès 1998 on la trouve sur les murs de Paris, La Fille verte aux grandes oreilles, peinture, rue Delambre.

### Création
Son univers féminin la rapproche notamment de Miss Van et de Mademoiselle Kat. Ses « Fafinettes » font partie d'un univers imaginaire qui s'appelle « The Carmine Vault ».

#### Toys
Sony lui propose de dessiner six personnages pour la collection de toys « Time Capsules », une évolution de ses personnages en 3 dimensions. D'autres figurines verront le jour, ainsi que de nombreuses expositions et collaborations avec colette, M·A·C, Adidas, LeSportSac, Coca Cola, et de multiples articles de presse dans les magazines (Vogue, Elle, The Face, XLR8R, Yen, etc).

#### Mode
Elle collabore avec plusieurs grands groupes dans le domaine du vêtement, dont Chanel, pour laquelle elle a adapté des sacs, ou la marque de vêtement de sport Adidas, pour qui elle a signé une ligne de prêt-à-porter et de baskets pour la saison printemps-été 2010. Elle a aussi collaboré avec la marque de sous-vêtements Undiz.

#### Vidéo
Le monde de l'animation 3D lui fait appel lorsqu'en 2007 Mark Ronson lui demande de mettre en scène une Lily Allen « fafinettisée » dans son clip Oh My God réalisé par Nima Nourizadeh.
Sa première expérience de réalisation remonte à 2010, lorsqu'elle coréalise (avec Yué Wu) le clip de Do! Do! Do! du duo électro français  Carte Blanche (feat. Kid Sister). Ensuite elle collabore avec l'artiste japonaise Mademoiselle Yulia, dont elle réalise le clip de son single Gimme Gimme en juillet 2011 et, en 2012, avec Azealia Banks pour le clip d'Atlantis.
Elle apparaît furtivement dans le clip de la chanson Barbra Streisand de Duck Sauce en 2010.

## Expositions, installations…
- 2001 : Galerie 4, rue du Coq d'Inde Toulouse Première exposition sur toile.
- 2001 : Galerie du jour/agnès b., Paris - 'Exposition Graffiti' - Exposition collective internationale sur l'art urbain.
- 2002 : Galerie Can'art, Toulouse - Exposition individuelle.
- 2002 : Taxie Galerie, Paris - Exposition individuelle.
- 2002 : Prosper, New York
- 2002 : Heartgalerie, Paris - 'Kick It !' - Exposition individuelle.
- 2003 : Sixspace, Los Angeles - Exposition individuelle.
- 2003 : Abstrait Galerie, Toulouse - Exposition individuelle.
- 2003 : Palais de Tokyo, Paris - Exposition collective avec Le Club.
- 2004 : FourXFour, Los Angeles - 'Mademoiselle Pretty Depressing' - Exposition individuelle.
- 2005 : Art Déco Station, Paris - Exposition collective.
- 2005-2006 : After Modern Gallery, San Francisco - 'Out of Door' - Exposition collective.
- 2006 : Espace Beaurepaire, Paris - 'Etoiles Urbaines' - Exposition collective consacrée aux figures féminines de l'art urbain. Curator : Streetplayer.
- 2006 : colette, Paris - 'File dans ta chambre' - Exposition personnelle.
- 2007 : WallSpace Gallery, Sydney - 'Curvy 4' - Installation. Curator : Yen Magazine.
- 2007 : Citylights/Until Never, Melbourne - 'Curvy 4' - Installation. Curator : Yen Magazine.
- 2007 : Galerie L.J. Beaubourg, Paris - 'Une Estivale 2007' - Exposition collective d'été.
- 2008 : The Show Room, New York - 'Graffiti Show' - Exposition collective avec Indie, Cope2, Claw, T. Kid et Kaws.
- 2008 : Maddox Arts Gallery, Londres - 'Viva Lolita' - Exposition collective avec H. van Meene, N. Araki, C. Beaudry (...). Curateur: James Putnam.
- 2008 : Galerie L.J. Beaubourg - 'Une Estivale 2008' - Exposition collective.
- 2008 : GenArt Vanguard Fair, Miami - Représentée par Thinkspace Gallery.
- 2009 : Bridge art fair, New York - Représentée par Galerie L.J.
- 2009 : Mc Caig Wells Gallery, New York - 'Queenz Arrive' - Exposition collective.
- 2009 : Galerie LJ., Paris - 'Dessins' - Exposition collective.

## Ouvrages
Le travail de Fafi est documenté dans plusieurs ouvrages, dont ses livres :
- Fafi, Girls Rock, 2002, 68 pages,  (ISBN 978-2951884915)
- Fafi, Love and Fafiness, 2005, Marbletron,  (ISBN 978-4123900843)
- Fafi, The Carmine Vault, 2012, Éditions Alternatives,  (ISBN 978-286227-748-6)